# Saint-Bonnet-sur-Gironde
Pour les articles homonymes, voir Saint-Bonnet (homonymie).
Saint-Bonnet-sur-Gironde est une commune du sud-ouest de la France, située dans le département de la Charente-Maritime (région Nouvelle-Aquitaine). Ses habitants sont appelés les Bonneatis.
Cette modeste bourgade établie aux confins de la Haute Saintonge et de la Guyenne est marquée par la proximité de l'estuaire de la Gironde, qui conditionne pour une grande partie ses paysages. De fait, un tiers du territoire communal est couvert de vastes étendues palustres — parfois surnommées « Petite Camargue saintongeaise » — qui lui confèrent son caractère particulier. Pour autant, la commune ne dispose d'aucune façade sur le fleuve, même si un chenal fait la jonction entre la Gironde et le hameau de Vitrezay, où un petit port a été aménagé.
Commune rurale, en marge des centres urbains et des petites agglomérations de la région (Mirambeau, Jonzac, Saint-Ciers-sur-Gironde, Saint-Genis-de-Saintonge, Blaye), Saint-Bonnet joue de plus en plus la carte du tourisme, secteur favorisé par la proximité des stations balnéaires de la Côte de Beauté, ainsi que des vignobles de Cognac et du Blayais et du Bourgeais. La commune, qui est une étape de la Route verte (axe touristique reliant Royan à Bordeaux) est également le principal accès à un des pôles-natures du département, le pôle-nature de Vitrezay (situé sur la commune de Saint-Sorlin-de-Conac).
Saint-Bonnet-sur-Gironde appartient à la Communauté de communes de la Haute-Saintonge, structure intercommunale regroupant 57 043 habitants (2006).

## Géographie

### Présentation
« Sous un ciel d'été, s'enivrer de la marée exaltée par le fleuve; du port de Vitrezay, deviner les eaux qui verdissent à l'horizon de Meschers... »

— Pierre Siré, Le fleuve impassible —
Établie dans la partie occidentale du Pays de Haute-Saintonge, à l'extrémité sud-ouest du département de la Charente-Maritime et au contact du département de la Gironde, sur la rive droite de l'estuaire du même nom, la commune de Saint-Bonnet occupe une situation privilégiée, étant proche de villes moyennes bien équipées (Royan, Saintes) et de petites villes jouant un rôle de relais (Mirambeau, Saint-Ciers-sur-Gironde, Jonzac, Saint-Genis-de-Saintonge…). Elle reste également proche de la grande métropole régionale qu'est Bordeaux, qui exerce son influence bien au-delà des limites du département de la Gironde. Appartenant au Midi de la France — on parle plus précisément de « Midi atlantique », elle peut être rattachée à deux grands ensembles géographiques, le Grand Ouest français et le Grand Sud-Ouest français.

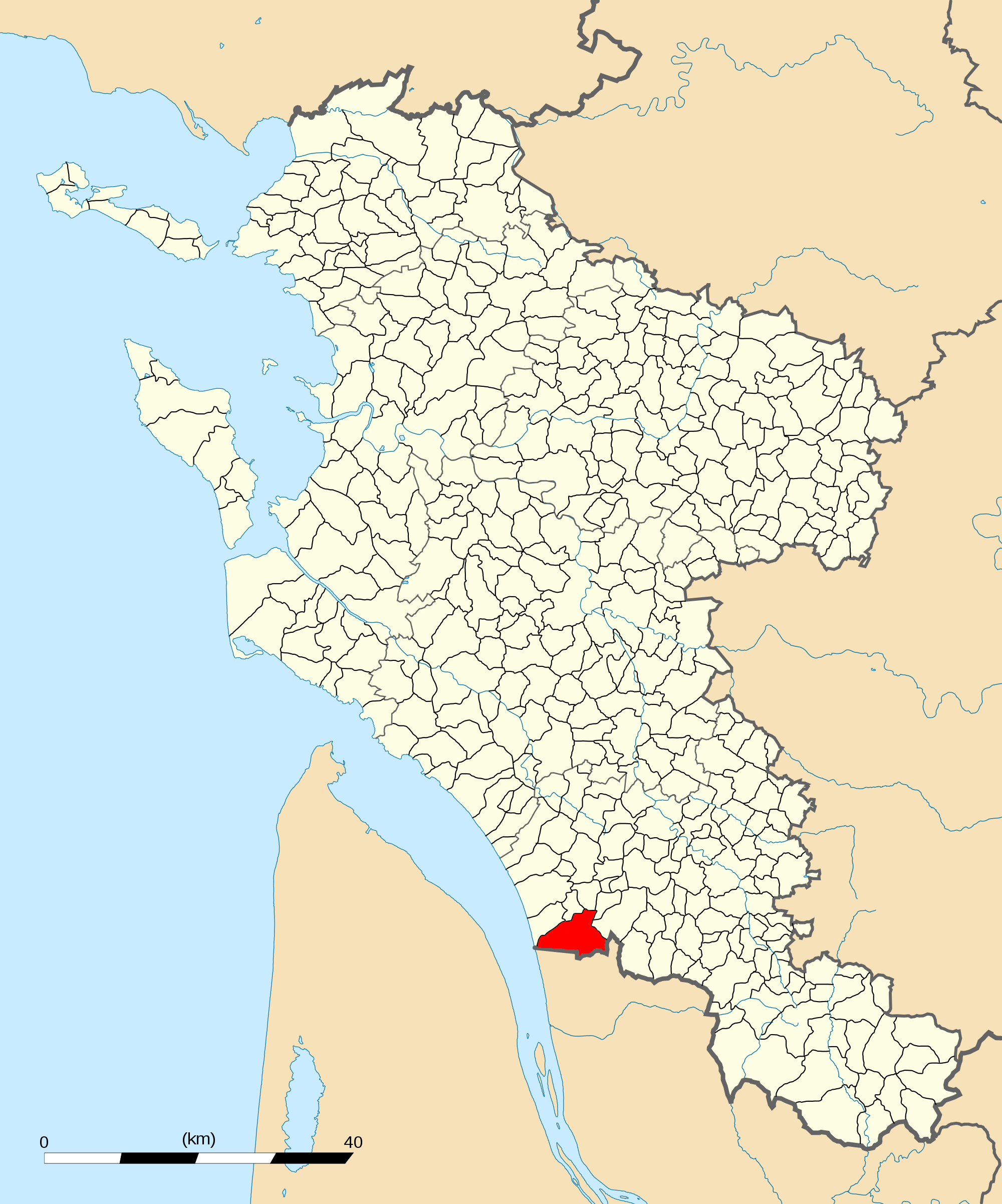
Position de Saint-Bonnet-sur-Gironde, au sud de la Charente-Maritime.

La commune appartient au canton de Pons depuis 2015 (au canton de Mirambeau avant cette date) et à l'arrondissement de Jonzac, petites villes situées à 7,2 km pour la première, 20,1 km pour la seconde. Elle est en outre distante de 25,2 km de Blaye, de 26 km de Pons, de 41,8 km de Royan, de 43,7 km de Saintes, de 57,3 km de Bordeaux, de 69,5 km de Rochefort et de 90 km de La Rochelle.
Présentant de nombreuses similitudes avec les communes estuariennes voisines, son territoire peut être décomposé en deux entités bien distinctes : au nord/nord-est, le plateau, constitué de croupes calcaires aux molles ondulations, couvertes de vignobles sur leurs versants les mieux exposés; leur produit donne cognac, pineau des Charentes (Saint-Bonnet est située dans les « Fins bois ») et vins de pays charentais. Au sud/sud-ouest, dans le prolongement du vaste estuaire girondin, s'étendent de grandes étendues humides, véritable sanctuaire ornithologique et conservatoire d'espèces animales et végétales rares.
Si elle constitue le prolongement naturel du plateau saintongeais, la partie « continentale » du territoire communal se rattache, d'un point de vue géologique, à la région du Blayais (terrains éocènes, par opposition aux terrains crétacés d'une grande partie de la Saintonge). Ses paysages sont vallonnés, présentant l'aspect de collines peu élevées mais, véritables « balcons » sur l'estuaire, présentant des points de vue parfois spectaculaires sur le fleuve et les deux rives girondines : Médoc, Blayais et jusqu'à la côte de Beauté par temps clair.

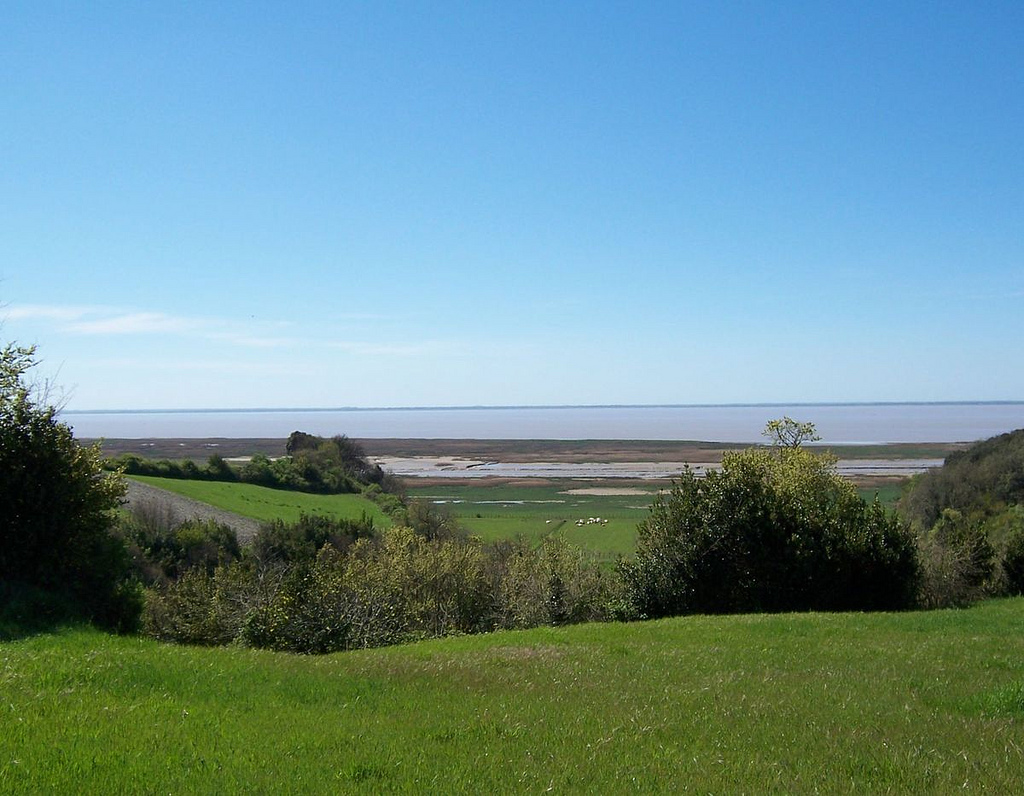
De vastes étendues palustres bordent l'estuaire de Saint-Seurin-d'Uzet à Blaye (ici, vue depuis Saint-Bonnet).

Le point culminant de la commune atteint 87 mètres, hauteur respectable pour la région, mais les autres collines sont plus modestes : elles atteignent 35 mètres à La Couture, 58 mètres Chez Dias, 59 mètres à La Berche. Là où la vigne ne peut s'épanouir, sur les versants moins bien exposés, sont semées des céréales (maïs, blé). Ces hauteurs sont parfois couvertes de bois, comme aux Billaudries, principal massif de la commune. Le taux de boisement de Saint-Bonnet est cependant assez limité, et ne dépasse pas 12 %.
Le plateau est cisaillé par des combes, où coulent quelques modestes ruisseaux. Le riveau de Saint-Georges, qui serpente à travers le pré des Cadets, constitue la limite communale avec Saint-Georges-des-Agoûts et Saint-Sorlin-de-Conac; un peu plus à l'est, le Ferrat s'écoule tranquillement au pied des collines du Pérat et de Goizet.
La partie méridionale de la commune présente un aspect bien différent. En bord d'estuaire, façonnées par lui, de vastes étendues palustres forment ce que l'on appelle la « Petite Camargue saintongeaise » ou encore les « Marais de Gironde ». Ces zones humides, qui s'étendent de Saint-Seurin-d'Uzet et Mortagne à Blaye étaient autrefois couvertes par les eaux. Au moment de la transgression flandrienne, le niveau de la Gironde s'est élevé de plusieurs mètres, formant une grande lagune entre Saint-Thomas-de-Conac et Saint-Androny, séparée du fleuve par un chapelet d'îles et de bancs de sable (embryon du bourrelet alluvial toujours présent, au niveau du littoral actuel). Au fil du temps, les eaux se sont retirées, laissant place à des marais, où les paysans venaient faire paître leurs bêtes selon le principe de la vaine pâture. Assainis par l'homme à partir du XVIIe siècle, les marais sont sillonnés de canaux, parmi lesquels le canal de la comtesse (limite administrative avec la commune de Saint-Sorlin-de-Conac), le canal de ceinture et le canal du Boucaud.
En marge des grands axes routiers départementaux, Saint-Bonnet-sur-Gironde est cependant traversée par une route touristique, la route verte.

### Communes limitrophes
| Saint-Georges-des-Agoûts | Semoussac                | Saint-Martial-de-Mirambeau |
| Saint-Sorlin-de-Conac    | Saint-Bonnet-sur-Gironde | Mirambeau                  |
| Saint-Ciers (Gironde)    | Saint-Palais (Gironde)   | Pleine-Selve (Gironde)     |

### Environnement

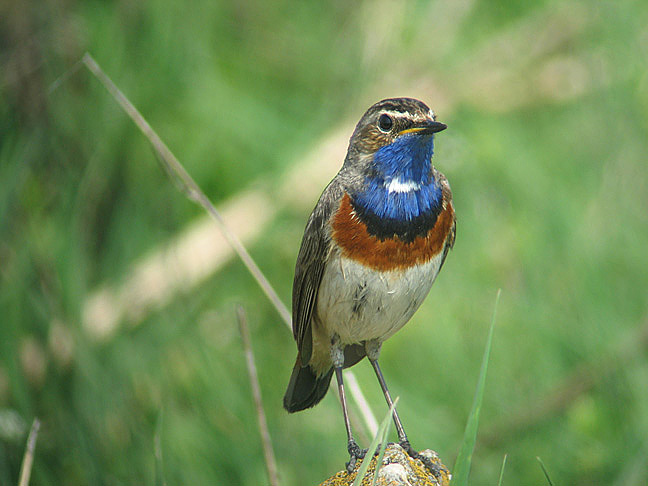
Le gorgebleue à miroir (luscinia svecica) est l'un des nombreux hôtes des marais girondins.

Une grande partie du territoire communal est intégré à une zone protégée en raison de la richesse de son écosystème (prairies semi-naturelles humides et mésophiles, tourbières, marais inondables du bord d'estuaire…). La préservation de la biodiversité a conduit à intégrer 41 % de la surface communale dans une zone naturelle d'intérêt écologique, faunistique et floristique de classe II (grands espaces naturels riches) baptisée « Estuaire, marais et coteaux de la Gironde ». On retrouve, au sein de cet ensemble, la zone de protection spéciale (ZPS) des marais de la rive nord de l'estuaire de la Gironde et le site d'importance communautaire (SIC) des Marais de Braud-et-Saint-Louis et de Saint-Ciers-sur-Gironde, dont 5 % de la superficie se trouve en Charente-Maritime, dans la commune de Saint-Bonnet. Ces territoires sont protégés dans le cadre du réseau de protection des espaces naturels de grande valeur patrimoniale Natura 2000.
Outre une incontestable richesse botanique, les marais du bord d'estuaire sont un site d'hivernage pour de nombreuses espèces ornithologiques, justifiant une protection des oiseaux sauvages et de leur biotope par la directive oiseaux sur 40 % de la commune. Parmi les espèces répertoriées figurent l'avocette élégante (recurvirostra avosetta), le gorgebleue à miroir (luscinia svecica), la phragmite des joncs (acrocephalus schoenobaenus), l'hirondelle de rivage (riparia riparia) ou la rémiz penduline (remiz pendulinus). Outre ces espèces d'oiseaux, le site abrite également de petites communautés d'amphibiens, comme la cistude d'Europe.

### Climat
Le climat dont bénéficie la Charente-Maritime est un climat océanique tempéré de type aquitain, marqué par un ensoleillement moyen assez important : avec 2 250 heures par an, il est comparable à celui que connaît une partie de la côte méditerranéenne. La pluviosité y est modérée, les précipitations ne dépassant pas 1200 mm par an. Les températures, quant à elles, varient en moyenne de +5 °C en hiver à +20 °C en été.

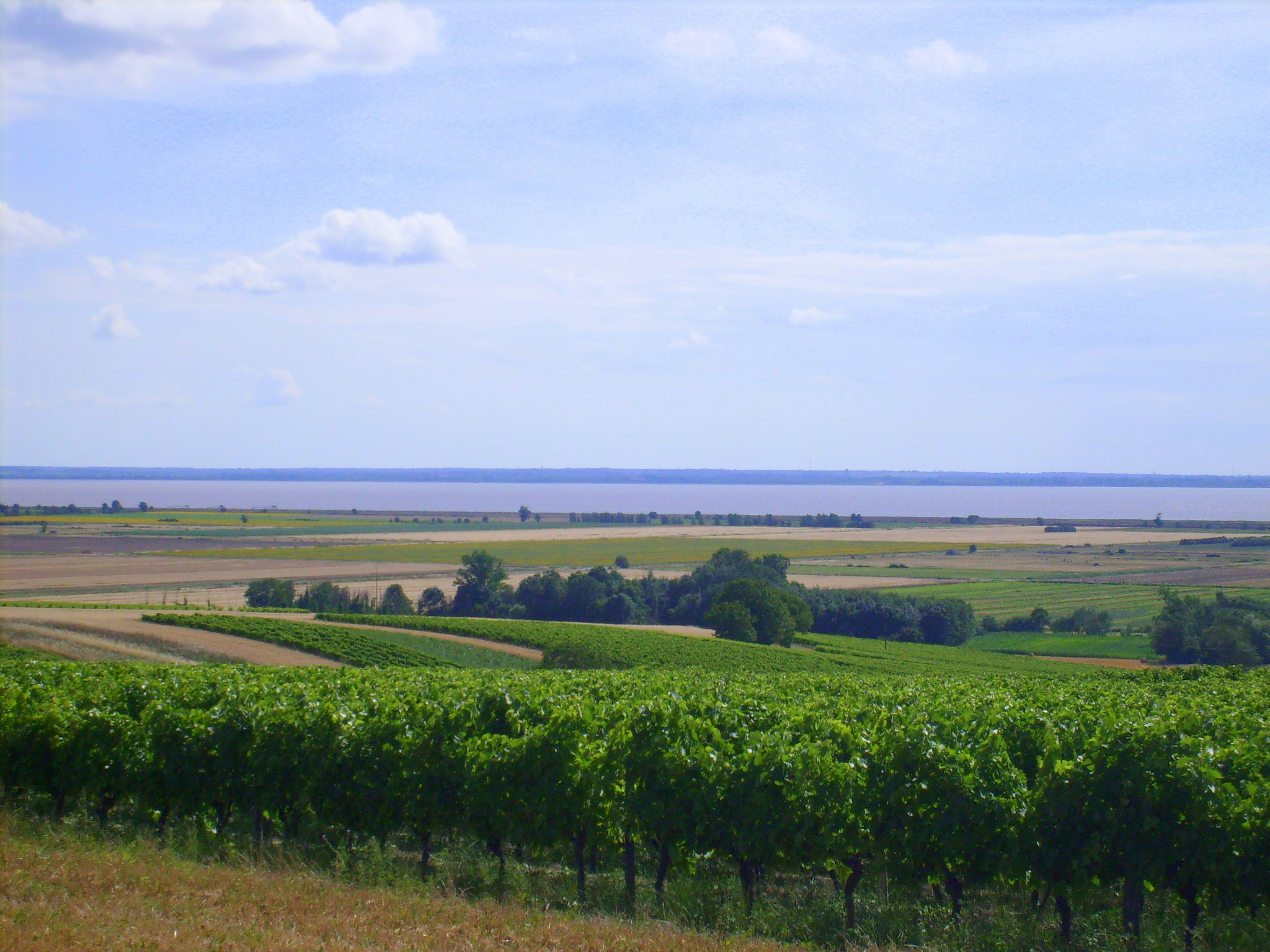
L'estuaire de la Gironde à Saint-Bonnet. Au dernier plan, les côtes du Médoc.

Les îles et l'ensemble du littoral de la Charente-Maritime se caractérisent par un climat particulièrement doux en hiver, et rafraîchissant l'été, grâce aux influences océaniques perpétuellement en mouvement (brise marine). Ces conditions climatiques favorables, toujours soumises aux influences de l'océan Atlantique, ont favorisé un véritable microclimat de type sub-aquitain et l'existence d'une végétation déjà méridionale. Ainsi la flore se caractérise-t-elle par la présence étonnante de lauriers-roses, eucalyptus, agaves, et même les mimosas se mettent à fleurir dès le mois de janvier. Aux essences déjà méridionales du chêne vert (ou yeuse) et du cyste, s'ajoutent une forte présence de palmiers, figuiers, orangers et même oliviers. Il existe toutefois un contraste entre le littoral, assez sec et ensoleillé et l'intérieur des terres, davantage pluvieux. La pluviométrie passe ainsi de 750 mm sur le littoral à 950 mm dans l'intérieur de la Haute-Saintonge.
Les relevés de la station météorologique de La Rochelle entre 1946 et 2000 permettent de déterminer quelques dates majeures au point de vue climatique en Charente-Maritime : ainsi, au cours de ce laps de temps, la température la plus froide est relevée le 15 février 1956 : -13,6 °C.
Un pic de température (dépassé seulement au cours de la canicule de 2003) est atteint le 8 juillet 1982 avec près de 39 °C à l'ombre.
Si 1953 est considérée comme l'année la plus sèche, 2000 est au contraire la plus pluvieuse.

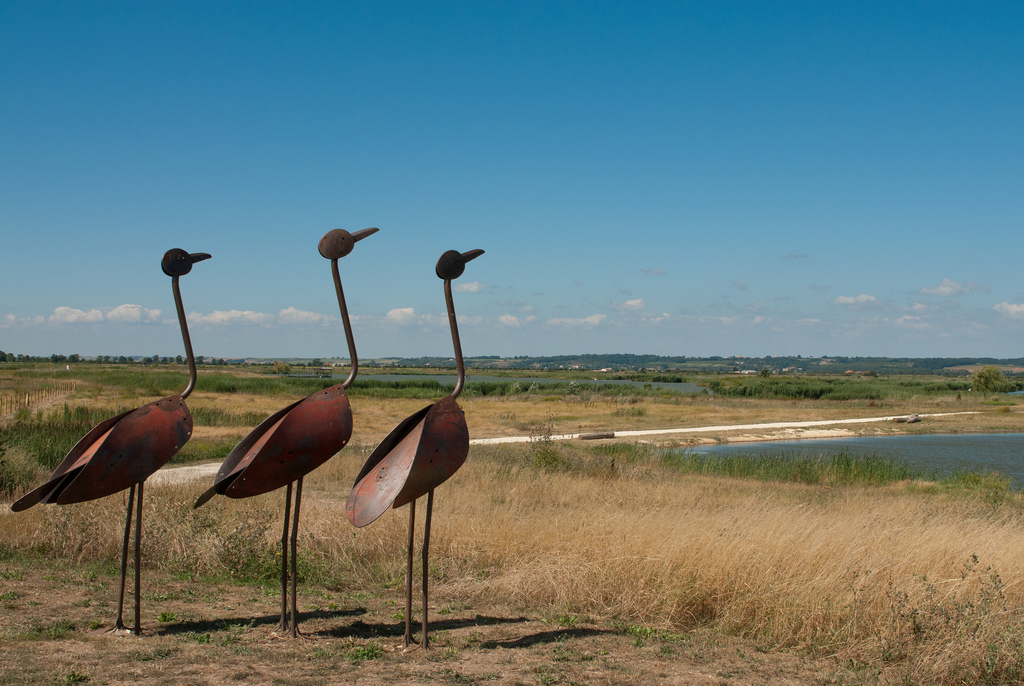
Le pôle-nature de Vitrezay est un sanctuaire ornithologique et un conservatoire d'espèces animales rares.

À Bordeaux, géographiquement bien plus proche, les températures moyennes relevées sont de 6,4 °C en janvier et de 20,9 °C en août, avec une moyenne annuelle de 13,3 °C. Les records de chaleur enregistrés sont de 41,9 °C le 16/8/1892 et les records de froid de −16,4 °C le 16/1/1985. Le département de la Gironde connaît en moyenne 15 à 20 jours en été où les températures dépassent les 30 °C. Des températures extrêmes peuvent aussi être observées comme lors de l'été 2003 où la température a atteint 41 °C. Ce même été, il y a eu 12 jours consécutifs où les maximales ont atteint ou dépassé les 35 °C.
Charente-Maritime et Gironde ont cependant connu des hivers très froids en 1956, 1985, 1987 et 2012.
La région a été durement affectée par la tempête Martin du 27 décembre 1999. Les records nationaux de vents enregistrés sont atteints avec 198 km/h au nord de l'île d'Oléron (station de la pointe de Chassiron). Des pointes à 194 km/h sont relevées à Royan.
Un an après le passage de la tempête Klaus (janvier 2009), la commune est touchée par la tempête Xynthia (février 2010). Si de violentes bourrasques sont relevées sur la commune, le territoire est avant tout affecté par des inondations, ainsi que par quelques dégâts matériels (chutes d'arbres, de poteaux électriques, etc.).
Les tableaux suivants résument les principales données climatiques des stations de Météo-France de Bordeaux (environ 50 kilomètres au sud) et de La Rochelle (environ 100 kilomètres au nord-ouest).

#### Données météorologiques à Bordeaux
| Mois                              | jan.  | fév.  | mars | avril | mai  | juin | jui. | août | sep. | oct. | nov.  | déc.  | année |
| --------------------------------- | ----- | ----- | ---- | ----- | ---- | ---- | ---- | ---- | ---- | ---- | ----- | ----- | ----- |
| Température minimale moyenne (°C) | 2,8   | 3,4   | 4,6  | 6,6   | 10,3 | 13   | 15,1 | 15,2 | 12,5 | 9,5  | 5,5   | 3,8   | 8,5   |
| Température moyenne (°C)          | 6,4   | 7,6   | 9,6  | 11,6  | 15,4 | 18,3 | 20,8 | 20,9 | 18,1 | 14,2 | 9,4   | 7,3   | 13,3  |
| Température maximale moyenne (°C) | 10    | 11,7  | 14,5 | 16,5  | 20,5 | 23,5 | 26,4 | 26,6 | 23,7 | 18,8 | 13,4  | 10,7  | 18,1  |
| Record de froid (°C)              | −16,4 | −15,2 | −9,9 | −5,3  | −1,8 | 2,5  | 4,8  | 1,5  | −1,8 | −5,3 | −12,3 | −13,4 | −16,4 |
| Record de chaleur (°C)            | 20,2  | 26,2  | 29,8 | 31,1  | 35,4 | 38,5 | 39,2 | 41,9 | 37,6 | 32,2 | 25,1  | 22,5  | 41,9  |
| Précipitations (mm)               | 92    | 82,6  | 70   | 80    | 83,9 | 63,8 | 54,5 | 59,5 | 90,3 | 94,1 | 106,9 | 106,7 | 984,1 |

#### Données météorologiques à La Rochelle
| Mois                              | jan. | fév. | mars | avril | mai  | juin | jui. | août | sep. | oct. | nov. | déc. | année |
| --------------------------------- | ---- | ---- | ---- | ----- | ---- | ---- | ---- | ---- | ---- | ---- | ---- | ---- | ----- |
| Température minimale moyenne (°C) | 3,4  | 2,8  | 5,4  | 7,4   | 10,7 | 13,7 | 15,8 | 15,7 | 13,7 | 10,5 | 6,3  | 3,9  | 9,2   |
| Température moyenne (°C)          | 5,9  | 6,9  | 8,7  | 11,1  | 14,3 | 17,5 | 19,8 | 19,6 | 17,8 | 14,2 | 9,4  | 6,6  | 12,7  |
| Température maximale moyenne (°C) | 8,5  | 9,9  | 12,1 | 14,7  | 17,9 | 21,3 | 23,8 | 23,5 | 21,8 | 18   | 12,6 | 9,2  | 16,1  |
| Ensoleillement (h)                | 84   | 111  | 174  | 212   | 239  | 272  | 305  | 277  | 218  | 167  | 107  | 85   | 2 250 |
| Précipitations (mm)               | 82,5 | 66,1 | 57   | 52,7  | 61,1 | 42,9 | 35,1 | 46,4 | 56,5 | 81,6 | 91,8 | 81,8 | 755,3 |

## Urbanisme

### Typologie
Au 1er janvier 2024, Saint-Bonnet-sur-Gironde est catégorisée commune rurale à habitat dispersé, selon la nouvelle grille communale de densité à 7 niveaux définie par l'Insee en 2022.
Elle est située hors unité urbaine et hors attraction des villes,.

### Occupation des sols
L'occupation des sols de la commune, telle qu'elle ressort de la base de données européenne d’occupation biophysique des sols Corine Land Cover (CLC), est marquée par l'importance des territoires agricoles (87,5 % en 2018), une proportion sensiblement équivalente à celle de 1990 (87,6 %). La répartition détaillée en 2018 est la suivante : 
terres arables (29,7 %), zones agricoles hétérogènes (21,9 %), cultures permanentes (19,1 %), prairies (16,8 %), forêts (11,6 %), zones urbanisées (0,9 %). L'évolution de l’occupation des sols de la commune et de ses infrastructures peut être observée sur les différentes représentations cartographiques du territoire : la carte de Cassini (XVIIIe siècle), la carte d'état-major (1820-1866) et les cartes ou photos aériennes de l'IGN pour la période actuelle (1950 à aujourd'hui).

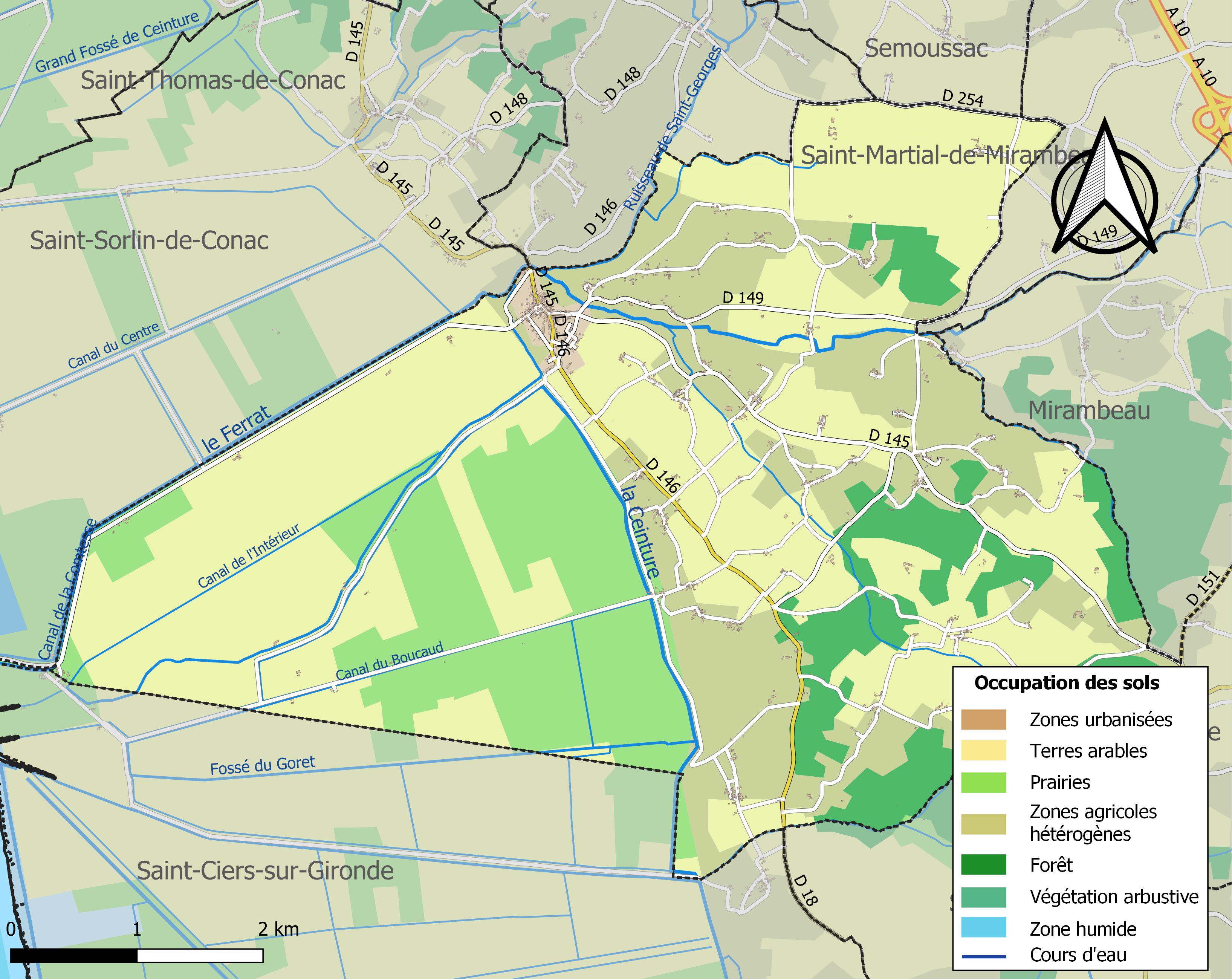
Carte des infrastructures et de l'occupation des sols de la commune en 2018 (CLC).

### Morphologie urbaine
L'essentiel de l'habitat est concentré dans le bourg, ainsi que dans quelques hameaux et lieux-dits de plus ou moins d'importance (Vitrezay, le Pérat, la Combaudière, le moulin du Roc, la Font de Chenine…). Aux maisons traditionnelles dites charentaises, basses, à la toiture peu accentuée et couvertes de tuiles romanes, caractéristiques des régions méridionales, s'ajoutent quelques maisons de maîtres et immeubles bourgeois, élevés dans la seconde moitié du XIXe siècle, époque de grande prospérité dans les vignobles de la région, avant que la crise du phylloxéra ne mette à mal cette activité. Enfin, pavillons et lotissements modernes tendent à se développer aux abords du centre-bourg.

### Logements
Le taux de personnes propriétaires de leur logement est supérieur à la moyenne nationale, soit 66 % (moyenne nationale : 55,3 %) ; parallèlement, 14,8 % des habitants de la commune sont locataires (moyenne nationale : 39,8 %). Le taux de personnes logées gratuitement est particulièrement important : 19,1 % (moyenne nationale : 4,9 %).
Le parc immobilier de la commune est constitué de 453 logements (2008). Ceux-ci sont presque exclusivement des résidences principales (80,4 %), le reste étant partagé entre résidences secondaires (9,9 %) et logements vacants (9,7 %). La quasi-totalité des logements sont des maisons individuelles, lesquelles représentent 97,8 % du parc immobilier (moyenne nationale : 55,3 %). L'habitat est composé de demeures assez vastes, principalement des 5 pièces ou plus, qui constituent 40,7 % du parc immobilier de la commune (moyenne nationale : 31,5 %); suivent les 4 pièces (32,4 %), les 3 pièces (18,5 %), les 2 pièces (6,8 %) et les studios (1,5 %).

### Risques majeurs
Le territoire de la commune de Saint-Bonnet-sur-Gironde est vulnérable à différents aléas naturels : météorologiques (tempête, orage, neige, grand froid, canicule ou sécheresse), inondations, mouvements de terrains et séisme (sismicité faible). Il est également exposé à deux risques technologiques,  le transport de matières dangereuses et le risque nucléaire. Un site publié par le BRGM permet d'évaluer simplement et rapidement les risques d'un bien localisé soit par son adresse soit par le numéro de sa parcelle.

#### Risques naturels
Certaines parties du territoire communal sont susceptibles d’être affectées par le risque d’inondation par débordement de cours d'eau, notamment le Ferrat et la Ceinture,  et par submersion marine. La commune a été reconnue en état de catastrophe naturelle au titre des dommages causés par les inondations et coulées de boue survenues en 1982, 1993, 1999 et 2010,.

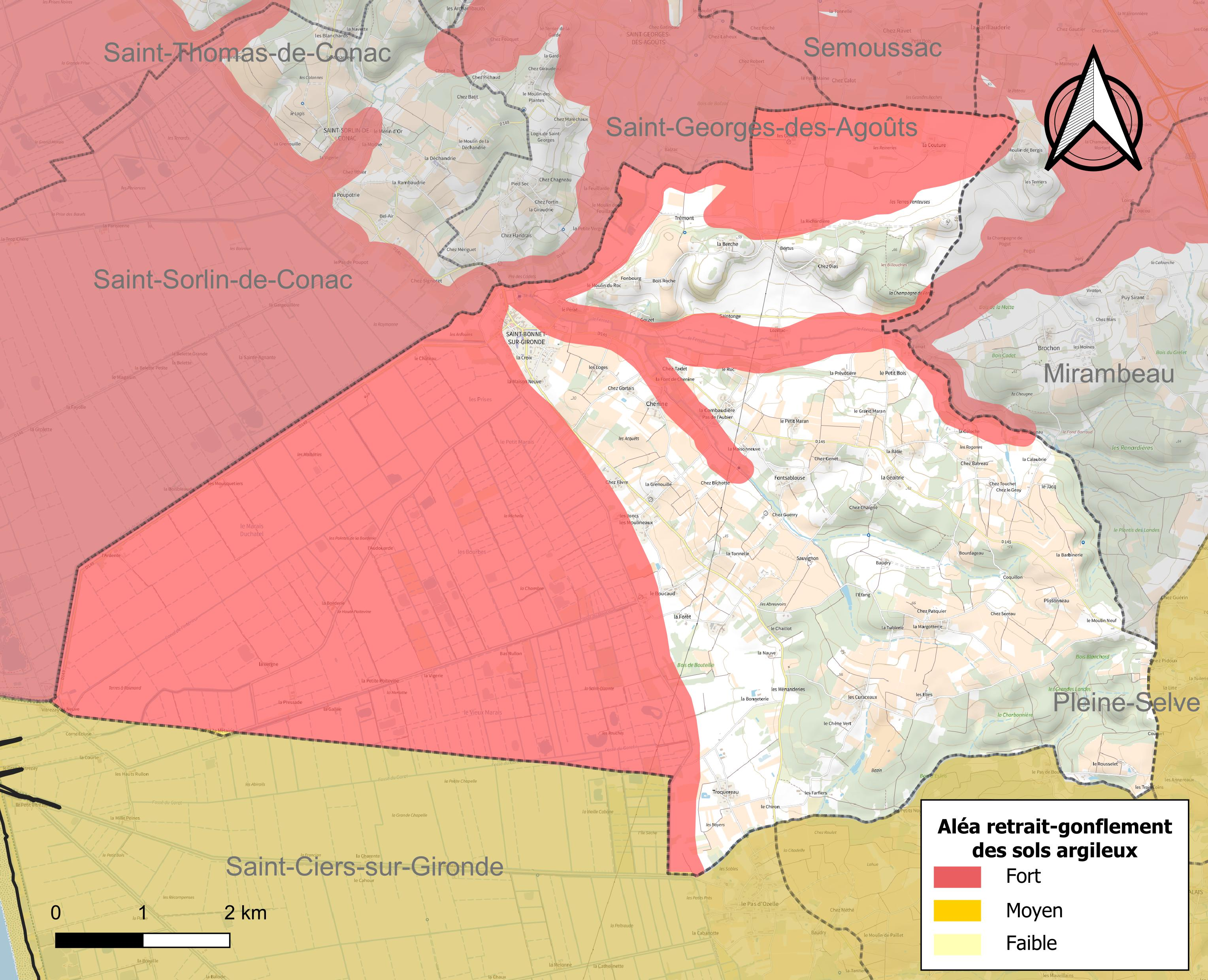
Carte des zones d'aléa retrait-gonflement des sols argileux de Saint-Bonnet-sur-Gironde.

Les mouvements de terrains susceptibles de se produire sur la commune sont des tassements différentiels.
Le retrait-gonflement des sols argileux est susceptible d'engendrer des dommages importants aux bâtiments en cas d’alternance de périodes de sécheresse et de pluie. 52,5 % de la superficie communale est en aléa moyen ou fort (54,2 % au niveau départemental et 48,5 % au niveau national). Sur les 530 bâtiments dénombrés sur la commune en 2019,  114 sont en aléa moyen ou fort, soit 22 %, à comparer aux 57 % au niveau départemental et 54 % au niveau national. Une cartographie de l'exposition du territoire national au retrait gonflement des sols argileux est disponible sur le site du BRGM,.
Par ailleurs, afin de mieux appréhender le risque d’affaissement de terrain, l'inventaire national des cavités souterraines permet de localiser celles situées sur la commune.
Concernant les mouvements de terrains, la commune a été reconnue en état de catastrophe naturelle au titre des dommages causés par la sécheresse en 1989, 2003, 2009 et 2011 et par des mouvements de terrain en 1999 et 2010.

#### Risques technologiques
Le risque de transport de matières dangereuses sur la commune est lié à sa traversée par une ou des infrastructures routières ou ferroviaires importantes ou la présence d'une canalisation de transport d'hydrocarbures. Un accident se produisant sur de telles infrastructures est susceptible d’avoir des effets graves sur les biens, les personnes ou l'environnement, selon la nature du matériau transporté. Des dispositions d’urbanisme peuvent être préconisées en conséquence.
La commune étant située totalement dans le périmètre du plan particulier d'intervention (PPI) de 20 km autour de la centrale nucléaire du Blayais, elle est exposée au risque nucléaire. En cas d'accident nucléaire, une alerte est donnée par différents médias (sirène, sms, radio, véhicules). Dès l'alerte, les personnes habitant dans le périmètre de 2 km se mettent à l'abri. Les personnes habitant dans le périmètre de 20 km peuvent être amenées, sur ordre du préfet, à évacuer et ingérer des comprimés d’iode stable,,.

## Toponymie
La commune doit son nom à Bonnet de Clermont, évêque de Clermont (623 – 710), canonisé par l'église catholique sous le nom de saint Bonnet, et à sa situation géographique à proximité de la Gironde. Il convient cependant de préciser qu'en dépit de l'indication sur Gironde, la commune ne dispose pas de façade sur le fleuve.

## Histoire
Les plus anciennes traces d'occupation humaine remontent au second âge du fer, et se caractérisent par des restes de sites à sel tels qu'on en a découvert en de nombreux points du département (en bordure des anciens littoraux). Aménagés sur les rives de la grande lagune qui occupait l'emplacement des marais actuels, ils permettaient la cristallisation du sel de mer par évaporation dans de petits fours en forme de vases. Le sel était alors une denrée d'autant plus importante qu'elle était indispensable à la bonne conservation des aliments. C'est approximativement à la même époque qu'une peuplade celte venue sans doute du sud de l'Allemagne, les Santons, s'installent dans la région
, s'organisant autour d'un oppidum, ancêtre de la ville de Pons.

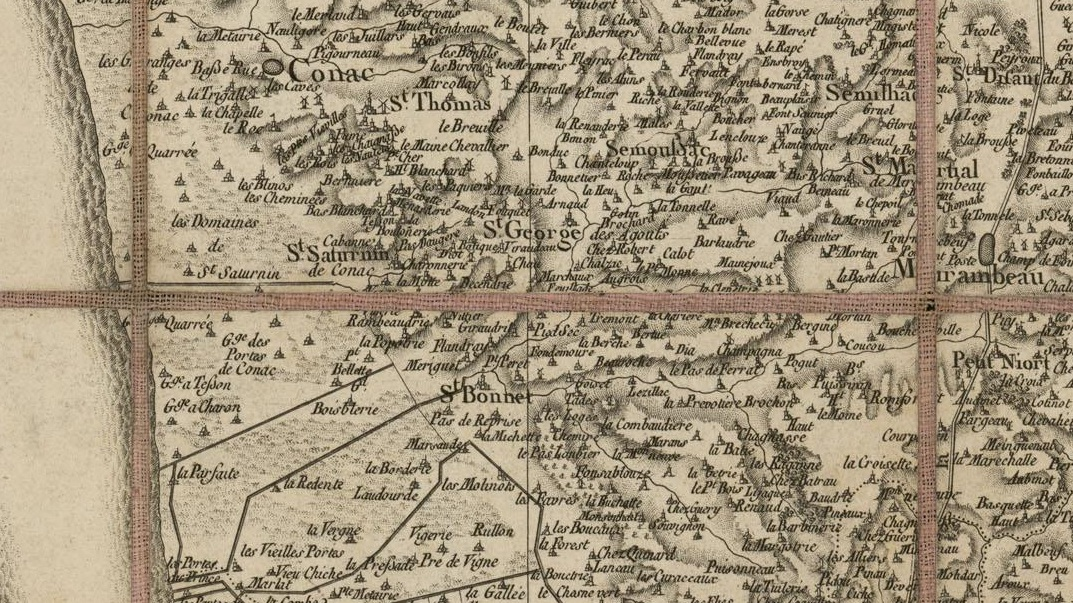
Extrait de la carte de Cassini montrant Saint-Bonnet et la région de Mirambeau au XVIIIe siècle.

Après la conquête romaine, un domaine (villa) est aménagé, embryon du village actuel. Une voie romaine, reliant Mediolanum Santonum (Saintes, devenue capitale de la province d'Aquitaine sous le principat d'Auguste) à Blavia (Blaye) via Le Fâ — probable Novioregum — (Barzan) passe par Saint-Bonnet.
Au Moyen Âge, Saint-Bonnet est une petite paroisse en bord d'estuaire, sans réel intérêt stratégique. Elle suit les destinées du reste de la Saintonge, est incorporée à plusieurs royaumes aquitains plus ou moins indépendants, puis au duché d'Aquitaine. Lorsque la duchesse Aliénor d'Aquitaine et le roi de France Louis VII se séparent, et qu'Aliénor se remarie avec Henri Plantagenêt, futur roi d'Angleterre (1152), la région passe sous influence anglaise. Au moment de la guerre de Cent Ans, Saint-Bonnet est sans doute traversé par les armées de Henry de Grosmont, comte de Derby, au cours de sa furieuse « chevauchée » de 1345, pendant laquelle les châteaux voisins de Mirambeau et de Cosnac sont repris aux Français.
À la fin du conflit, Saint-Bonnet appartient à la châtellenie de Mirambeau, à la frontière avec le comté de Cosnac au nord et la seigneurie de Vitrezais au sud. Au sein de la châtellenie de Mirambeau, la seigneurie de Boisroche est attestée dès le XVe siècle. Elle est tenue à cette époque par les Du Breuil, seigneurs de Fontreau, et reste dans cette famille jusqu'en 1506. Elle passe ensuite à plusieurs familles nobles de la région, les Marchand, les Amyl, les Courillaud, les Michel, les Dupaty…

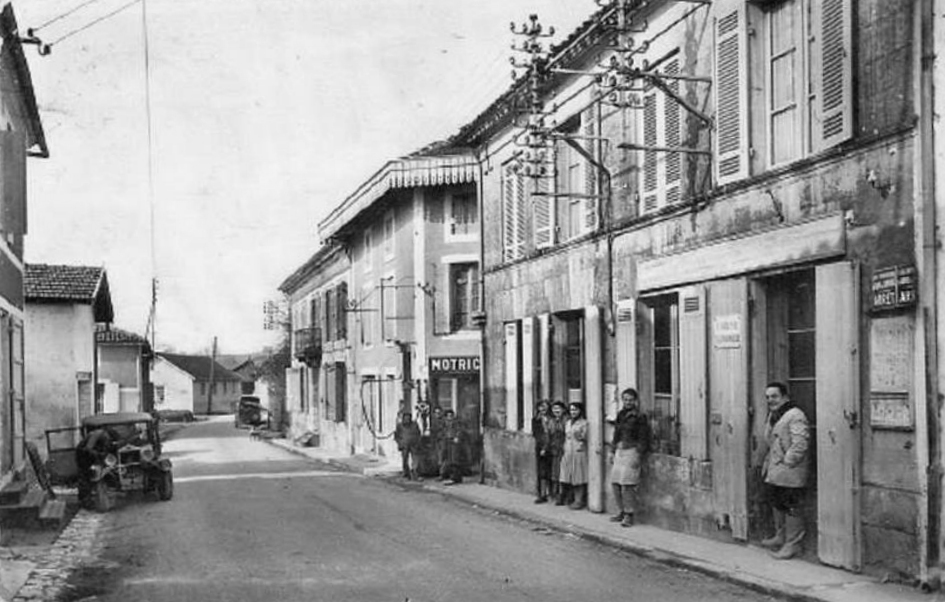
La rue de la Poste au début du XXe siècle.

En 1698, les registres d'imposition de la Généralité de La Rochelle révèlent que Saint-Bonnet-de-Mirambeau est abonnée pour 3550 livres à madame de Pardaillan. Le même document révèle que la paroisse produit essentiellement du blé et du vin, et nous apprend qu'elle est sujette « au logement des gens de guerre ». Quelques années plus tard, en 1762, une enquête menée dans la subdélégation de Saintes indique que la paroisse de Saint-Bonnet « consiste en plusieurs qualités de fonds, la moitié de la première qualité, l'autre partie de terres médiocres (nb : les marais), que dans les bonnes terres ont y sème ordinairement du froment, du sègle (sic) et du bled d'Espagne (maïs) et (…) que les vignes qui font un objet assez considérable dans la paroisse sont passablements belles (…) ».
Sous la Révolution, la commune nouvellement créée prend le nom de « Bonnet-Rouge » . En 1790, sous l'impulsion du vicaire du village voisin de Saint-Thomas-de-Conac, Jacques Roux (« Le curé rouge », futur chef de la faction des Enragés), une petite troupe d'environ 200 personnes ravage les environs. Le château de Saint-Bonnet est incendié par les émeutiers, qui vident au passage les caves de la propriété et… embrochent et rôtissent sans autre forme de procès les dix chiens de chasse du propriétaire des lieux, le seigneur de Bellegarde, sous les yeux du curé, atterré, qui rapporte les événements. À partir de 1793 et jusqu'en 1808, diverses personnalités locales luttent pour le pouvoir conféré par la République aux autorités du conseil d'administration municipal, parmi elles, André Laurent, François Bignon, Jean Griffon et Noël Jarnac. Le premier à signer les actes de la commune en tant que maire fut André Laurent de 1800 à 1802, cependant la lutte continua de 1802 à 1808 avant que Jacques Philippe Blanchet ne devienne maire de Saint-Bonnet. François Bignon fut, à son tour, plusieurs fois maire de la commune.

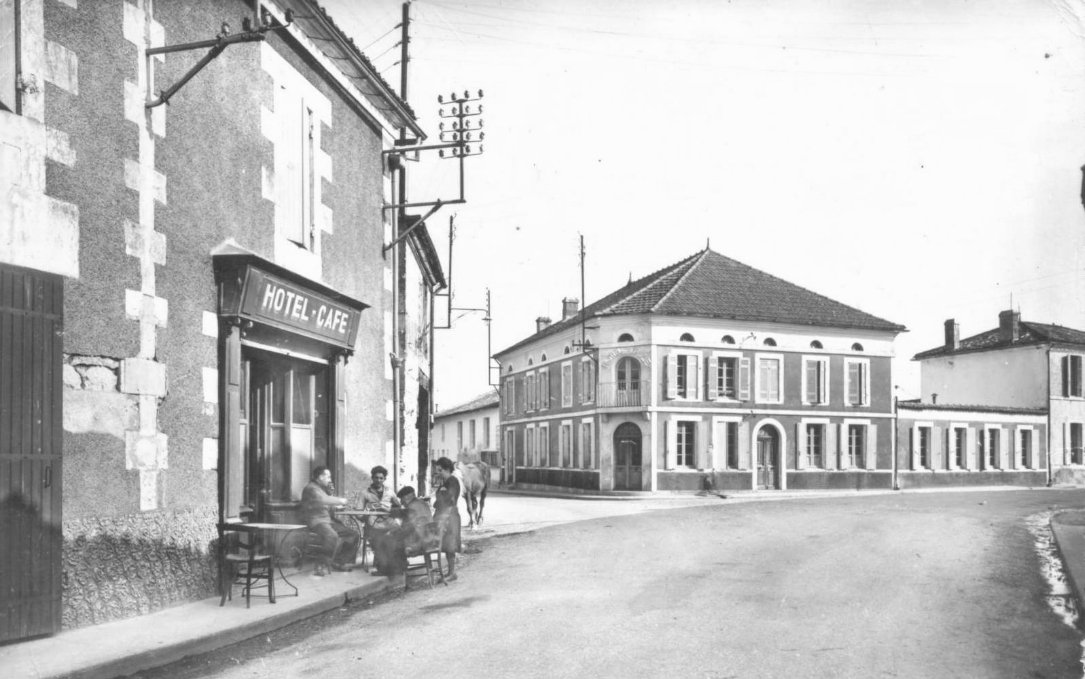
Vue de la place et de la Mairie au début du XXe siècle.

Sous le Second Empire, Saint-Bonnet, située au cœur des vignobles, profite de la signature d'un accord commercial avec le Royaume-Uni en 1860, qui entraîne un accroissement considérable des surfaces consacrées à cette activité et la formation d'une opulente bourgeoisie du bouchon. De nouvelles propriétés sortent de terre, maisons de maître ou logis bourgeois, qui tranchent avec les maisons charentaises traditionnelles, au style plus simple. Cet âge d'or prend fin avec la crise du phylloxéra, qui ravage les vignobles saintongeais à partir de 1872. Saint-Bonnet — qui devient Saint-Bonnet-sur-Gironde le 22 novembre 1923 — sombre alors dans une lente léthargie. Frappée par l'exode rural, la commune se vide peu à peu de ses habitants, passant de 1 509 habitants en 1881 à 1 373 habitants en 1911, 1 220 en 1946, 901 en 1975 et 819 en 1990.
Comme dans nombre de petites communes rurales voisines, de nombreux commerces ferment leurs portes ou se délocalisent dans le chef-lieu du canton, Mirambeau. Pour autant, depuis 2006, la commune gagne de nouveau des habitants : elle comptait ainsi 852 habitants en 2006 et 864 en 2009.

## Politique et administration

### Tendances politiques et résultats
Résultats du second tour des élections présidentielles de 2007 :
- élection présidentielle de 2007 : 61,67 % pour Nicolas Sarkozy (UMP), 38,33 % pour Ségolène Royal (PS). Participation : 81,83 %[47].

Résultats des élections législatives de 2007 et 2002 :
- élections législatives de 2007 : 54,27 % pour Dominique Bussereau (UMP), 19,28 % pour Régine Joly (PS), 11,08 % pour Chantal Thomazeau (Chasse, pêche, nature et traditions). Participation : 57,30 %[48].
- élections législatives de 2002 : 71,58 % pour Dominique Bussereau (UMP), 28,42 % pour Philippe Callaud (PRG). Participation : 57,48 %[49]

Résultats des élections régionales de 2010 et 2004 :
- élections régionales de 2010 : 53,45 % pour Dominique Bussereau (UMP), 46,55 % pour Ségolène Royal (PS). Participation : 53,18 %[50]
- élections régionales de 2004 : 39,95 % pour Ségolène Royal (PS), 39,70 % pour Élizabeth Morin (UMP), 20,35 % pour Jean-Romée Charbonneau (FN). Participation : 61,14 %[51].

### Administration municipale
De 1789 à 1799, en vertu de la loi du 14 décembre 1789, les agents municipaux (maires) sont élus au suffrage direct pour 2 ans et rééligibles, par les citoyens actifs de la commune âgés d'au moins 25 ans, contribuables payant une contribution au moins égale à 3 journées de travail dans la commune. Sont éligibles ceux qui paient un impôt équivalent au moins à dix journées de travail.

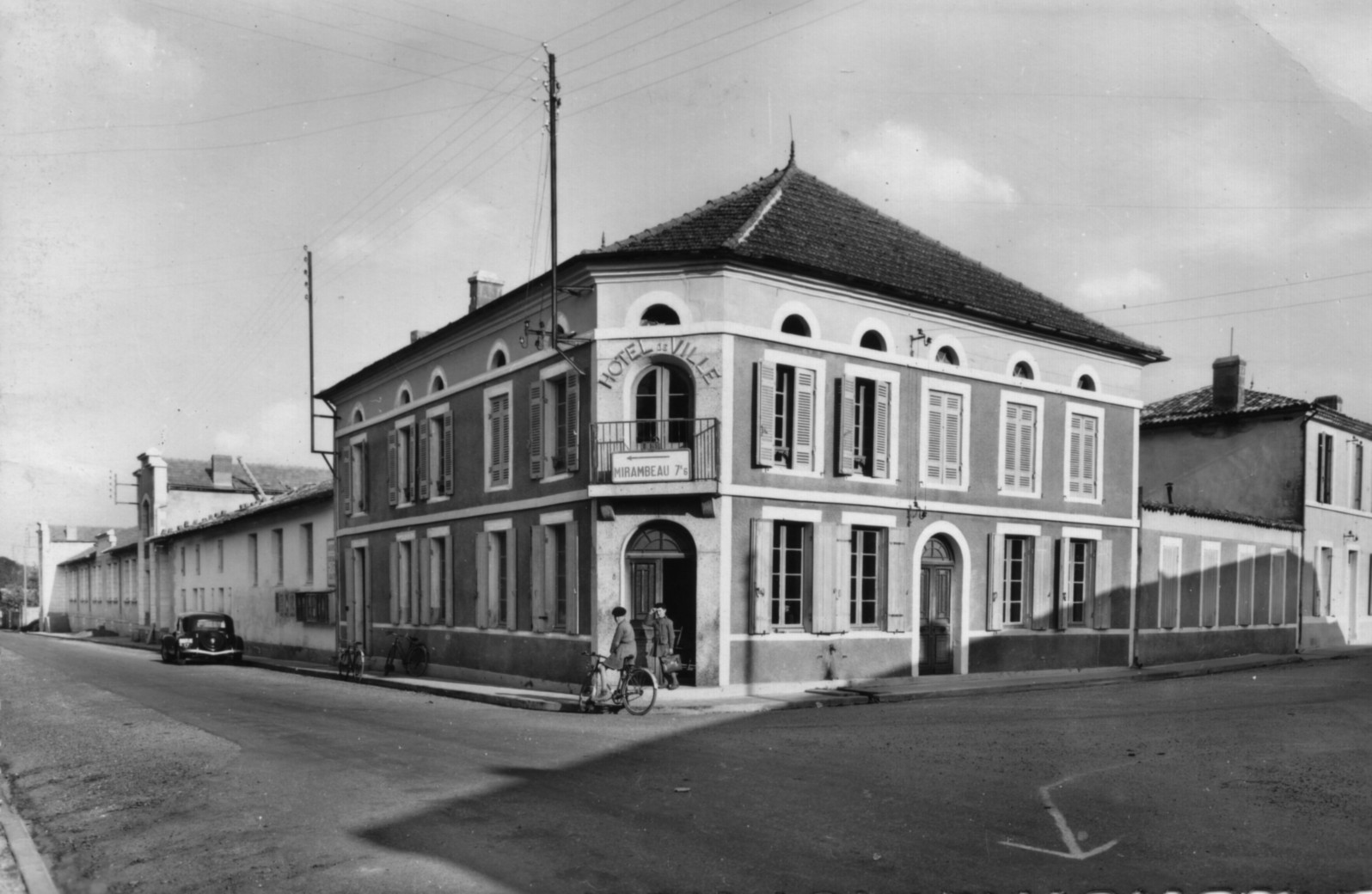
Vue de la mairie en 1920.

De 1799 à 1848, la constitution du 22 frimaire an VIII (13 décembre 1799) revient sur l’élection du maire, les maires sont nommés par le préfet pour les communes de moins de 5 000 habitants. La Restauration instaure la nomination des maires et des conseillers municipaux. Après les lois organiques de 1831, les maires sont nommés (par le roi pour les communes de plus de 3 000 habitants, par le préfet pour les plus petites), mais les conseillers municipaux sont élus au suffrage censitaire pour six ans.
Du 3 juillet 1848 à 1851, les maires sont élus par le conseil municipal pour les communes de moins de 6 000 habitants.
De 1851 à 1871, les maires sont nommés par le préfet, pour les communes de moins de 3 000 habitants et pour 5 ans à partir de 1855. Après 1871, les maires sont de nouveau élus, sauf dans les chefs-lieux (de départements, d'arrondissements ou de cantons).
Ce n'est que le 28 mars 1882, qu'une loi sur l’organisation municipale (encore en vigueur) est votée, et qui régit le principe de l'élection du maire et des adjoints par le conseil municipal, quelle que soit l'importance de la commune (sauf pour Paris). La loi du 5 avril 1884 fixe le mandat à quatre ans, durée portée le 10 avril 1929 à six ans.
La commune ayant moins de 3 500 habitants l'élection des conseillers municipaux est au scrutin majoritaire plurinominal à deux tours, avec panachage :
- au premier tour, des candidats sont élus s'ils ont obtenu la majorité absolue et le vote d'au moins le quart des électeurs inscrits[54] ;
- au second tour, la majorité relative suffit. Les listes ne sont pas obligatoires. Les suffrages sont comptabilisés individuellement, et le panachage est autorisé.

De par sa taille, la commune dispose d'un conseil municipal de 15 membres (article L2121-2 du Code général des collectivités territoriales). Lors du scrutin de 2008, Roland Pelletant est élu conseiller municipal au second tour puis nommé maire par celui-ci. Le taux de participation a été de 78,89 % au premier tour et de 75,81 % au second.

#### Liste des maires
| Période | Période  | Identité           | Étiquette | Qualité       |
| ------- | -------- | ------------------ | --------- | ------------- |
| 2001    | 2008     | Philippe Perdriaud |           |               |
| 2008    | 2012     | Roland Pelletant   |           |               |
| 2012    | en cours | Laurent Nivard     | DVD       | Fonctionnaire |

### Région
À la suite de la mise en application de la réforme administrative de 2014 ramenant le nombre de régions de France métropolitaine de 22 à 13, la commune appartient depuis le 1er janvier 2016 à la région Nouvelle-Aquitaine, dont la capitale est Bordeaux. De 1972 au 31 décembre 2015, elle a appartenu à la région Poitou-Charentes, dont le chef-lieu était Poitiers.

### Instances judiciaires
Saint-Bonnet-sur-Gironde dépend du tribunal d'instance de Jonzac, du tribunal de grande instance de Saintes, et de la cour d'appel de Poitiers. Elle dépend par ailleurs du tribunal pour enfants de Saintes, du conseil de prud'hommes de Saintes, du tribunal administratif de Poitiers et de la cour administrative d'appel de Bordeaux.

### Fiscalité

#### Fiscalité locale
| Taxe                                                | Part communale | Part intercommunale | Part départementale | Part régionale |
| --------------------------------------------------- | -------------- | ------------------- | ------------------- | -------------- |
| Taxe d'habitation (TH)                              | 7,27 %         | 4,80 %              | 6,75 %              | 0,00 %         |
| Taxe foncière sur les propriétés bâties (TFPB)      | 14,11 %        | 1,59 %              | 13,28 %             | 3,32 %         |
| Taxe foncière sur les propriétés non bâties (TFPNB) | 29,97 %        | 4,57 %              | 27,65 %             | 8,63 %         |
| Taxe professionnelle (TP)                           | 10,98 %        | 1,59 %              | 8,85 %              | 2,51 %         |

La part régionale de la taxe d'habitation n'est pas applicable.
La taxe professionnelle est remplacée en 2010 par la cotisation foncière des entreprises (CFE) portant sur la valeur locative des biens immobiliers et par la contribution sur la valeur ajoutée des entreprises (CVAE) (les deux formant la contribution économique territoriale (CET) qui est un impôt local instauré par la loi de finances pour 2010).

### Jumelages
Au 1er janvier 2012, Saint-Bonnet-sur-Gironde n'est liée par aucun accord de jumelage.

## Population et société

### Démographie

#### Évolution démographique
L'évolution du nombre d'habitants est connue à travers les recensements de la population effectués dans la commune depuis 1793. Pour les communes de moins de 10 000 habitants, une enquête de recensement portant sur toute la population est réalisée tous les cinq ans, les populations de référence des années intermédiaires étant quant à elles estimées par interpolation ou extrapolation. Pour la commune, le premier recensement exhaustif entrant dans le cadre du nouveau dispositif a été réalisé en 2008.

En 2022, la commune comptait 840 habitants, en évolution de +2,44 % par rapport à 2016 (Charente-Maritime : +4,04 %, France hors Mayotte : +2,11 %).
| 1793  | 1800  | 1806  | 1821  | 1831  | 1836  | 1841  | 1846  | 1851  |
| ----- | ----- | ----- | ----- | ----- | ----- | ----- | ----- | ----- |
| 1 480 | 1 403 | 1 432 | 1 633 | 1 555 | 1 461 | 1 560 | 1 601 | 1 645 |

| 1856  | 1861  | 1866  | 1872  | 1876  | 1881  | 1886  | 1891  | 1896  |
| ----- | ----- | ----- | ----- | ----- | ----- | ----- | ----- | ----- |
| 1 743 | 1 684 | 1 595 | 1 515 | 1 507 | 1 509 | 1 476 | 1 447 | 1 437 |

| 1901  | 1906  | 1911  | 1921  | 1926  | 1931  | 1936  | 1946  | 1954  |
| ----- | ----- | ----- | ----- | ----- | ----- | ----- | ----- | ----- |
| 1 454 | 1 433 | 1 373 | 1 319 | 1 342 | 1 284 | 1 292 | 1 220 | 1 128 |

| 1962  | 1968  | 1975 | 1982 | 1990 | 1999 | 2006 | 2008 | 2013 |
| ----- | ----- | ---- | ---- | ---- | ---- | ---- | ---- | ---- |
| 1 018 | 1 003 | 901  | 899  | 819  | 838  | 852  | 859  | 838  |

| 2018 | 2022 | - | - | - | - | - | - | - |
| ---- | ---- | - | - | - | - | - | - | - |
| 829  | 840  | - | - | - | - | - | - | - |

#### Pyramide des âges
La population de la commune est relativement âgée.
En 2018, le taux de personnes d'un âge inférieur à 30 ans s'élève à 22 %, soit en dessous de la moyenne départementale (29 %). À l'inverse, le taux de personnes d'âge supérieur à 60 ans est de 47,4 % la même année, alors qu'il est de 34,9 % au niveau départemental.
En 2018, la commune comptait 403 hommes pour 426 femmes, soit un taux de 51,39 % de femmes, légèrement inférieur au taux départemental (52,15 %).
Les pyramides des âges de la commune et du département s'établissent comme suit.
| Hommes | Classe d’âge | Femmes |
| ------ | ------------ | ------ |
| 3,7    | 90 ou +      | 6,3    |
| 11,2   | 75-89 ans    | 18,8   |
| 30,5   | 60-74 ans    | 24,2   |
| 19,1   | 45-59 ans    | 19,5   |
| 11,9   | 30-44 ans    | 10,8   |
| 14,1   | 15-29 ans    | 9,4    |
| 9,4    | 0-14 ans     | 11,0   |

| Hommes | Classe d’âge | Femmes |
| ------ | ------------ | ------ |
| 1,1    | 90 ou +      | 2,6    |
| 10,1   | 75-89 ans    | 12,6   |
| 22     | 60-74 ans    | 23,2   |
| 20,1   | 45-59 ans    | 19,7   |
| 16,1   | 30-44 ans    | 15,6   |
| 15,2   | 15-29 ans    | 12,7   |
| 15,4   | 0-14 ans     | 13,6   |

### Enseignement
Saint-Bonnet-sur-Gironde dépend de l'académie de Poitiers. La commune dispose d'une école élémentaire, le groupe scolaire Jean Jaurès. Il a été rénové au début des années 2010 (pose d'un revêtement de sol anti-feu et installation de toilettes à l'intérieur) afin de le rendre conforme aux normes de sécurité, notamment en cas d'ordonnance de confinement à la suite d'un éventuel accident nucléaire.
Les élèves de Saint-Bonnet-sur-Gironde relèvent ensuite du collège de Mirambeau. Quant aux lycées les plus proches, ils sont situés à Blaye (Lycée Jaufré Rudel), à Jonzac (Lycée Jean Hyppolite), à Pons, à Saintes ou à Royan (enseignement général et professionnel dans ces deux dernières villes).

### Sécurité
La commune a jusqu'à présent (2012) fait l'objet de neuf arrêtés de catastrophes naturelles, essentiellement pour des inondations : à la suite de crues (trois arrêtés), de ruissellements (trois arrêtés) ou d'une marée de tempête (un arrêté). Les tempêtes synoptiques parfois violentes qui affectent la région (Martin, Klaus, Xynthia) causent généralement des inondations dans les marais, mais ne font pas systématiquement l'objet d'arrêtés de catastrophe naturelle. Deux arrêtés de catastrophe naturelle ont en outre été pris pour cause de mouvements de terrain, phénomène commun à beaucoup de communes du département, soumis à des périodes de sécheresse récurrentes en été.
La commune est dans une zone de surveillance particulière (Plan particulier d'intervention) en raison de la présence à quelques kilomètres au sud-ouest de la centrale nucléaire du Blayais (risque technologique répertorié dans le dossier départemental sur les risques majeurs). Dans les 19 communes situées dans un rayon de 10 kilomètres autour de la centrale, la population se voit distribuer, de façon préventive, des pastilles d'iode. En cas d'accident nucléaire, il est recommandé de se mettre à l'abri et de suivre les consignes de sécurité de la protection civile à la radio.

### Santé
En raison de la petite taille de la commune, la palette de soins médicaux disponibles est réduite mais à la suite de la récente création d'une maison médicale, de nouveaux praticiens vont s'installer. Un médecin est installé dans la commune (médecine généraliste), un kinésithérapeute, des infirmiers; des spécialistes sont en revanche implantés dans les principales villes de la région (Saintes, Blaye, Royan…). Les centres hospitaliers les plus proches sont ceux de Jonzac et de Blaye, les cas les plus graves étant directement transportés au CHU de Bordeaux.

### Sports
La commune dispose d'un stade municipal (football), baptisé « stade Gilbert-Bonneau », du nom de l'ancien secrétaire du club de football de la commune, décédé le 6 janvier 2011.
Le club de football de la commune s'est transformé en USSTBC (Union sportive de Saint-Thomas-de-Conac, Saint-Bonnet-sur-Gironde, Saint-Ciers-du-Taillon) par suite d'un regroupement avec les clubs de Saint-Thomas-de-Conac et de Saint-Ciers-du-Taillon. En 2005, l'USSTBC a fusionné avec les clubs de Mirambeau, de Courpignac et de Boisredon, prenant le nom de FCCM (Football-Club du canton de Mirambeau).
Plusieurs clubs de sport sont implantés à Saint-Bonnet : parmi ceux-ci figurent notamment une association de gymnastique, un club tennis et une société de ball-trap.

### Festivités
La commune organise depuis 2009 les « jeux de Vitrezay » qui voient s'affronter des participants de plusieurs communes avoisinantes dans des épreuves physiques (ski sur herbe, tir à la corde, course, course de canoë, jeu de cible…), de culture générale (questions-réponses) ou gustatives (épreuve culinaire).

### Médias

#### Télévision
L'émetteur de Bordeaux-Bouliac permet la réception des 19 chaînes gratuites de la télévision numérique terrestre (TNT), dont le décrochage régional de France 3 Aquitaine, France 3 Bordeaux-Métropole. Le décrochage régional de France 3 Poitou-Charentes souffre de perturbations par voie hertzienne dans cette partie du département depuis le passage de la région Poitou-Charentes au « tout numérique » en octobre 2010 (l'émetteur le plus proche étant celui de Pons, de portée limitée); il reste accessible par satellite, par l'intermédiaire du bouquet gratuit Fransat, ainsi que sur la plupart des réseaux ADSL. L'émetteur de Bordeaux-Bouliac diffuse également une chaîne de télévision locale, TV7 Bordeaux. Cet émetteur de forte puissance a débuté la diffusion d'un multiplex permettant la réception de chaînes de télévision haute définition (HD).

#### Radio
La plupart des radios nationales présentes dans le département peuvent être écoutées dans la commune. Les informations départementales sont relayées par la station de radio publique France Bleu La Rochelle; cependant, France Bleu Gironde peut également être reçue sans difficultés. Les stations de radio locales pouvant être écoutées dans la commune sont principalement Wit FM (généraliste, émettant depuis Bordeaux) et Mixx radio (techno, dance et musiques électroniques, émettant depuis Cognac et reprise par le réémetteur de Jonzac).

#### Presse
La presse locale est représentée par le quotidien Sud Ouest, dont le siège est à Bordeaux, ainsi que par l'hebdomadaire Haute Saintonge, dont le siège est à Jonzac.

#### Internet haut débit
Un répartiteur téléphonique est implanté sur la commune. En 2012, il n'est dégroupé par aucun opérateur alternatif (SFR, Free…); seul l'opérateur historique, Orange (France Télécom) est disponible.

### Cultes
Saint-Bonnet-sur-Gironde appartient au diocèse catholique de La Rochelle et Saintes, lui-même subdivision de la province ecclésiastique de Poitiers depuis 2002 (de la province ecclésiastique de Bordeaux avant cette date) et au doyenné de Haute-Saintonge.

## Économie

### Revenus de la population
En 2009, le revenu fiscal médian par ménage était de 12 745 €, ce qui plaçait Saint-Bonnet-sur-Gironde au 30 878e rang parmi les 31 604 communes de plus de 50 ménages en métropole.

### Entreprises et commerces
Saint-Bonnet-sur-Gironde est une petite commune rurale intégrée à la zone d'emploi Sud-Charentes et au bassin de vie de Mirambeau, espace économique faiblement autonome qui concentre les principales entreprises du secteur à Mirambeau (supermarchés, commerces, services). Il subit l'influence forte des villes voisines de Jonzac, modeste mais dynamique poumon économique du Sud-Saintonge, de Montendre et de Blaye, tandis que nombre d'actifs effectuent quotidiennement des déplacements pendulaires, partant travailler dans les grandes agglomérations de la région (Saintes, Royan, mais également Bordeaux, métropole régionale et principal pôle économique) avant de regagner leurs foyers le soir venu.
Si, à l'instar de nombre de petites communes du sud du département, Saint-Bonnet-sur-Gironde a perdu une grande partie de ses commerces de proximité ces cinquante dernières années, elle conserve quelques entreprises, souvent liées à l'agriculture, à l'artisanat, aux services ou au tourisme (chambres d'hôtes, camping municipal), secteur en pleine progression du fait d'une situation privilégiée, à peu de distance de la côte de Beauté et des exploitations viticoles du Bordelais. L'Insee dénombrait quelque 124 établissements actifs au 31 décembre 2009, soulignant cette part prédominante du secteur de l'agriculture (65,3 %) et, dans de moindres mesures, de la construction (14,5 %), du commerce et des services (12,1 %) et de l'industrie (3,2 %). Ces entreprises sont essentiellement des très petites entreprises (TPE) : 16,9 % ont des effectifs compris entre 1 et 9 salariés, 2,4 % ont plus de 10 salariés.
Le secteur de l'aide aux personnes est représenté par une maison de retraite, principal employeur de la commune, forte de 35 salariés. Enfin, la commune est située à peu de distance de la centrale nucléaire du Blayais, qui, avec ses 1200 salariés EDF et ses 250 prestataires permanents, constitue un des premiers employeurs du secteur : en 2009, 40 nouveaux employés y ont été recrutés, 60 en 2010. Dans un autre registre, elle jouxte également le pôle-nature de Vitrezay, implanté sur un terrain en bord d'estuaire. Cet espace protégé, aménagé par le conseil général de la Charente-Maritime, constitue un endroit touristique de premier plan en Haute-Saintonge : près de 50 000 visiteurs s'y sont pressés au cours de l'année 2011.

### Emploi
La commune abrite une population moins active que la moyenne nationale (39,4 % contre 45,2 %), avec cependant un taux d'activité des 25-59 ans un peu supérieur aux chiffres nationaux (83 % contre 82,2 %). En prenant pour base un taux d'activité des 15-64 ans, les chiffres de l'Insee donnent 67,4 % d'actifs en 2008, un chiffre en léger progrès par rapport à 1999 (66,7 %).
Les catégories socio-professionnelles les mieux représentées sont les ouvriers (34,6 %), suivis des agriculteurs (26,9 %, à mettre en parallèle avec la moyenne nationale : 2,4 %) et des employés (24,4 %). Artisans, commerçants et chefs d'entreprise et professions intermédiaires représentent chacun 5,1 % des actifs. Viennent ensuite, en dernière position, les cadres et professions libérales (3,8 %).
Le taux de chômage était inférieur aux chiffres nationaux en 1999 (10,1 % contre 12,9 %), touchant alors 33 personnes. Il s'élève désormais à 12 % en 2008, passant au-dessus de la moyenne nationale (11,6 % à la même période), affectant 38 personnes. La part des femmes parmi les chômeurs était conséquente en 1999 (54,5 %), et a encore sensiblement augmenté en 2008 (65,8 %). L'agence Pôle emploi (ex ANPE) pour la recherche d'emploi la plus proche est localisée à Jonzac.
Les actifs forment la principale composante de la population (39,4 %), suivis par les retraités (25,8 %) et les jeunes scolarisés et les étudiants (17,9 %).

## Culture locale et patrimoine

### Lieux et monuments

#### Église Saint-Bonnet

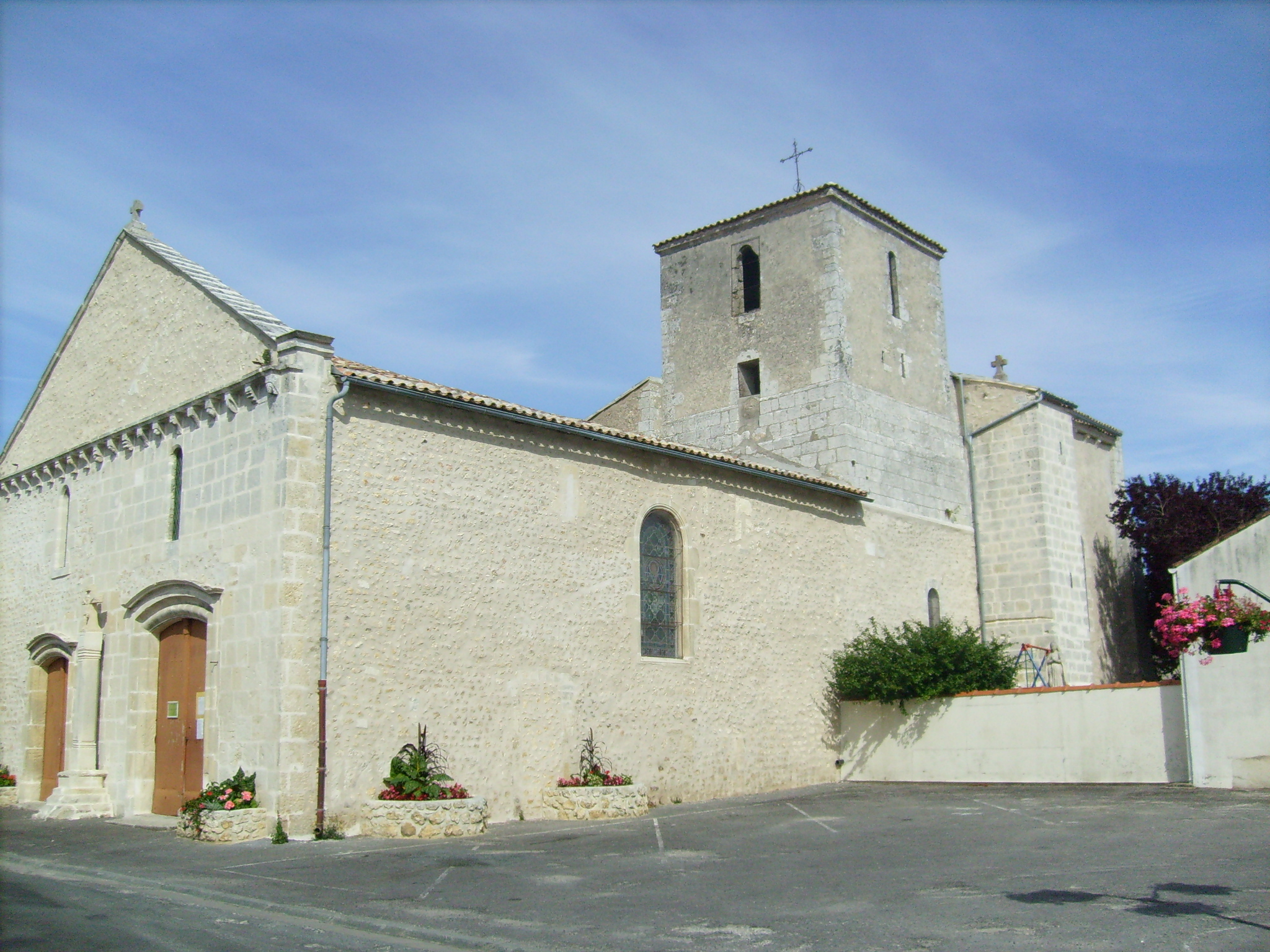
L'église Saint-Bonnet

L'église de Saint-Bonnet-sur-Gironde est placée sous la protection de saint Bonnet, évêque de Clermont à la fin du VIIe siècle. Ses parties les plus anciennes datent du XIIe siècle, époque qui voit « fleurir » de nombreux sanctuaires romans dans toute la Saintonge, comme du reste dans de nombreuses autres provinces françaises.
La disposition de l'édifice indique qu'il était à l'origine en forme de croix latine : l'ancien transept, avec sa coupole sur pendentif et la voûte en plein cintre du croisillon nord, sont toujours présents. Le chevet plat est postérieur d'au moins un siècle, et témoigne d'influences cisterciennes. Remplaçant sans doute une abside hémicyclindrique, il est percé d'une grande baie gothique au remplage rayonnant.

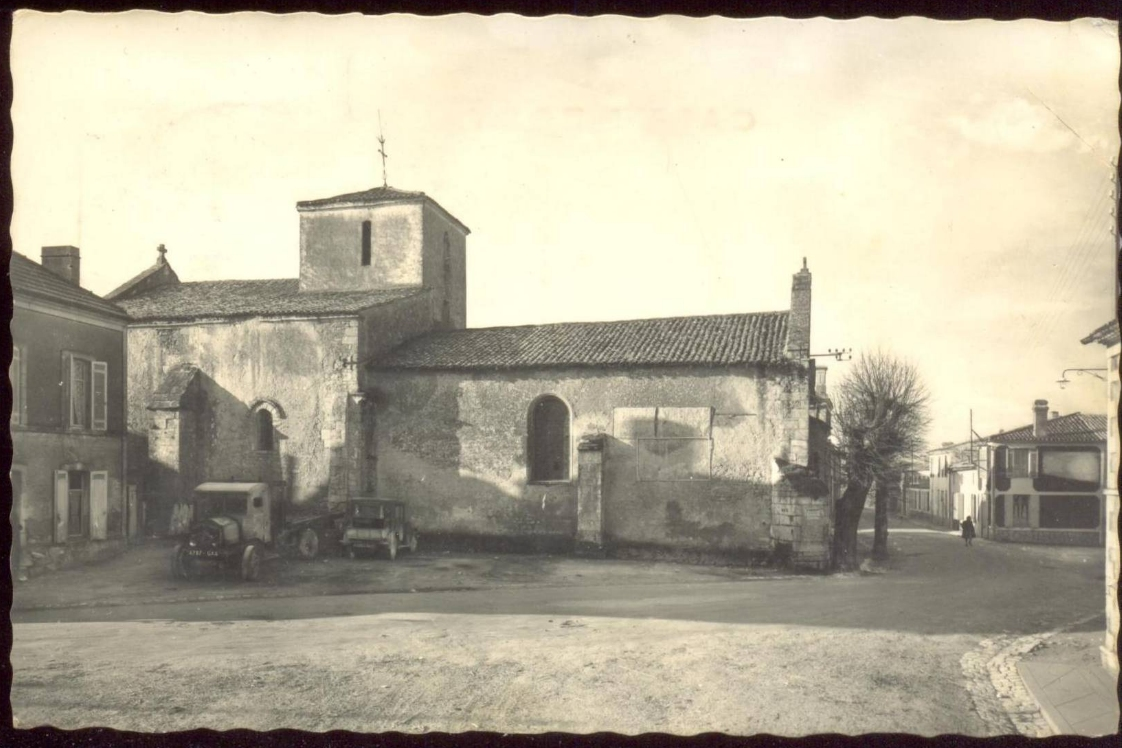
Église et place de Saint-Bonnet vers 1900.

Le clocher, d'une grande austérité, a de faux-airs de donjon (comme, du reste, à Saint-Thomas-de-Conac); il pourrait avoir été refait au moment de la guerre de Cent Ans. Un nef collatérale a été adjointe à l'édifice à une période indéterminée; sa présence est certaine au XVIIe siècle, époque où elle est refaite, de même que la façade. Celle-ci conserve la marque de ces remaniements, et permet de constater deux époques de construction différentes : la partie droite est en effet la plus ancienne, conservant des modillons médiévaux. La pierre utilisée présente également des différences : gros blocs ajustés à droite, petit appareil à gauche (voir article détaillé).
L'intérieur de l'édifice témoigne d'une grande simplicité : ornementation limitée, voûtes en plâtre (nef)… L'ensemble de la construction, mis à part les remaniements successifs, donne l'impression d'une maison forte à l'instar des églises massives du Nord-Cotentin. Le portail ne revêt pas non plus l'aspect travaillé et richement décoré des églises romanes de la région, mais une simplicité apparentée à la rigueur protestante. L'église abrite un tableau de Mme Beaufils représentant saint Jean acquis par transfert successif depuis l'église de Coux en 1842, puis Montendre en 1843 et enfin Saint-Bonnet en 1844.
L'église a bénéficié d'une campagne de restauration qui s'est achevée en septembre 2011.

#### Vitrezay
Vitrezay désignait autrefois une juridiction située le long de la côte de la Gironde appartenant au duc de Saint-Simon. Depuis bien longtemps, il ne s'agit plus que du nom du port de Saint-Bonnet. Il reprend les caractéristiques de la plupart des ports estuariens des environs (Port des Callonges, Port-Conac, Port-Maubert, Port des Monards…) : de taille modeste, il se déploie dans un chenal relié à la Gironde, et abrite une petite flotte composée de quelques filadières, yoles et chalutiers, mais surtout des bateaux de plaisance.

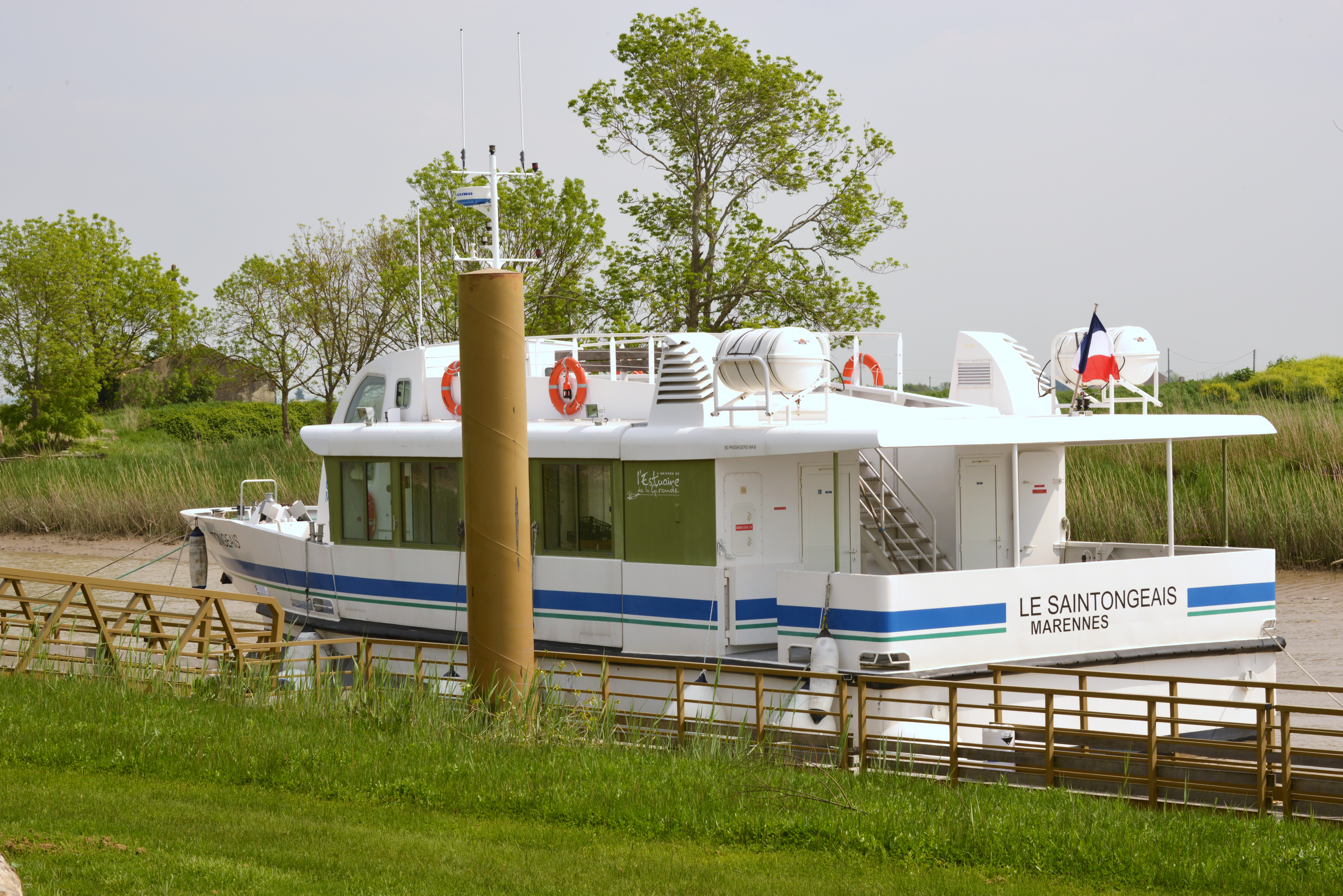
Vedette touristique « Le Saintongeais » à Port-Vitrezay.

Le port de Vitrezay est réaménagé au XIXe siècle. Le 21 août 1893 « Le conseil d'arrondissement de Jonzac renouvelle le vœu relatif à l'embarcadère de Vitrezay. Il serait utile, en effet, d'établir cet embarcadère. Une tentative d'adjudication pour cette construction a échoué une première fois; elle pourra être renouvelée; mais en attendant un résultat plus heureux, le conseil général croit devoir demander, et comme travail urgent, que le curage du port de Vitrezay soit immédiatement effectué. Il ajoute que l'établissement d'un éclusier chargé d'un service journalier serait un des moyens les plus sûrs pour assurer le bon état d'entretien de ce chenal. »
Le port de Vitrezay, qui conserve quelques maisons traditionnelles charentaises, est la porte d'entrée du pôle-nature de Vitrezay. En suivant le chemin qui borde le chenal, on accède à une jetée où se trouve un petit phare. Une table d'orientation permet de mieux appréhender le paysage qui s'offre au visiteur : on y apprend que la largeur de l'estuaire est ici de 5,7 kilomètres et que le port de Vitrezay est utilisé pour la pêche aux pibales, ces minuscules alevins d'anguille particulièrement prisés dans le sud-ouest de la France et en Espagne. Des carrelets (cabanes de pêche typiques des côtes charentaises et girondines) peuvent être observées à proximité. Elles servent à attraper des petits poissons et des crustacés.
En saison (mai-septembre), des circuits de découvertes sont proposés au départ de Vitrezay. Le bateau de croisière « Le saintongeais » effectue ainsi des liaisons régulières avec Port-Maubert (Saint-Fort-sur-Gironde), avec le port de la Maréchale (Saint-Seurin-de-Cadourne), Saint-Estèphe ou Pauillac, centres viticoles réputés, sur la côte médocaine, avec l'« archipel girondin » (île de Patiras et île Nouvelle) ou encore avec Blaye.

#### Aux alentours

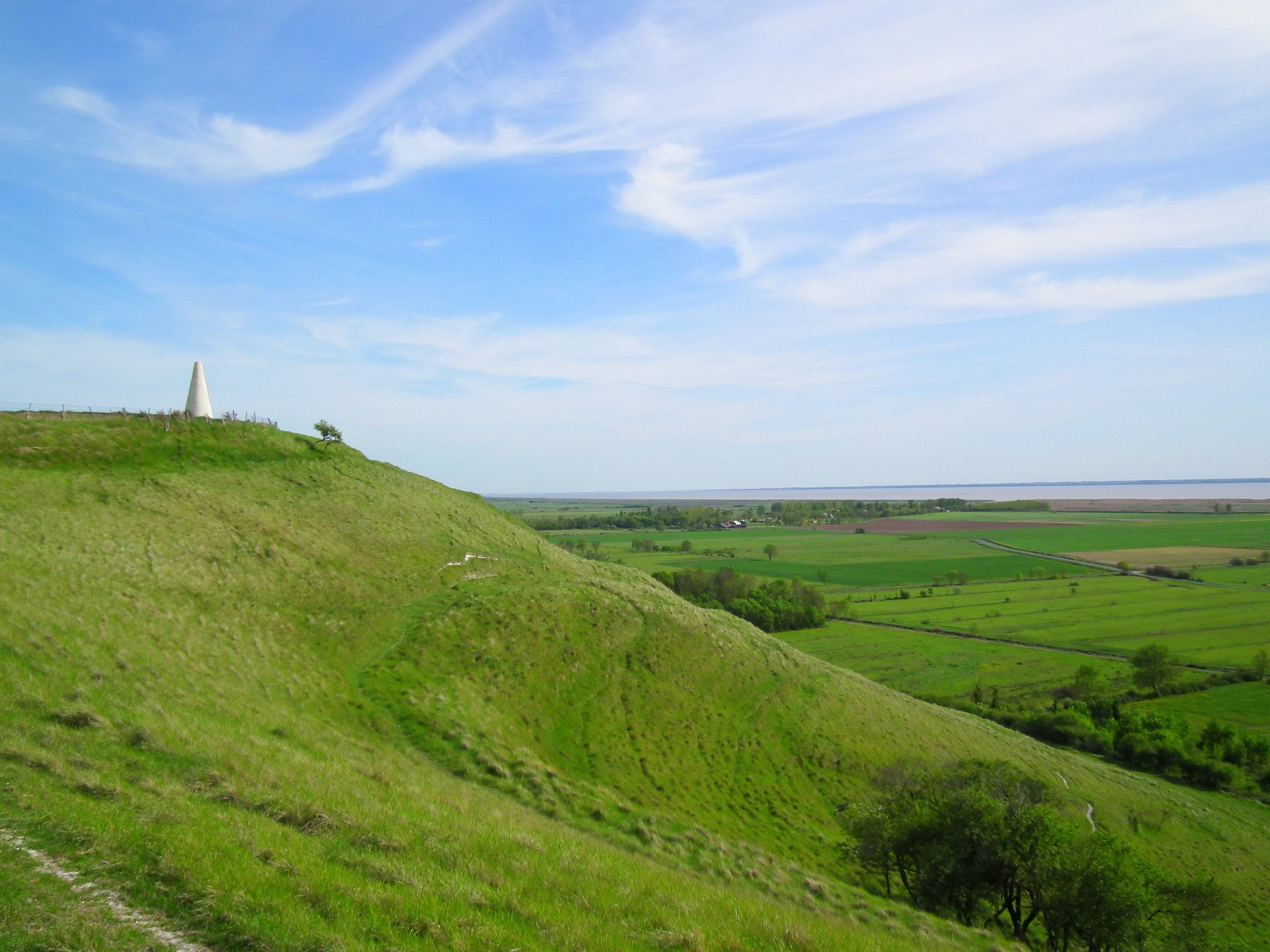
Le terrier de Beaumont, sur la commune de Saint-Fort-sur-Gironde : un balcon sur l'estuaire.

Les environs de Saint-Bonnet recèlent de nombreux sites touristiques. Au nord, aux villages et petits ports pittoresques du bord d'estuaire (Saint-Thomas-de-Conac, Saint-Fort-sur-Gironde, Port-Maubert, Mortagne ou encore Talmont-sur-Gironde) succèdent les stations balnéaires de la côte de Beauté, dont Royan, ville d'art et d'histoire, est la plus célèbre et la plus fréquentée.
À une vingtaine de kilomètres à l'est de Saint-Bonnet, la petite cité de Jonzac est une station thermale, abritant par ailleurs un complexe touristique comprenant un lagon artificiel, un centre de remise en forme et un casino, les Antilles de Jonzac. Non loin de là, Pons est une cité médiévale renommée, conservant notamment un imposant donjon et un hôpital des pèlerins classé au patrimoine mondial de l'humanité.
Enfin, au sud de Saint-Bonnet, répondant au vignoble de Cognac, s'étend le domaine des vins de Bordeaux (côtes-de-blaye), où de nombreuses propriétés proposent des dégustations de leurs produits. Centre névralgique de cette avenante région viticole, la ville de Blaye est connue pour sa citadelle, monumentale œuvre de Vauban, classée au patrimoine mondial de l'humanité par l'Unesco.

### Patrimoine culturel

#### Langue saintongeaise

Aire linguistique du Saintongeais.

La commune est située dans l'aire linguistique du saintongeais, un dialecte faisant partie de la famille des langues d’oïl, branche des langues romanes, qui comprend également le français, l’angevin le picard et le poitevin avec lequel il est souvent regroupé dans un domaine plus vaste, le poitevin-saintongeais.
Le saintongeais (saintonjhais) est la langue vernaculaire parlée en Saintonge ainsi que dans une partie de l'Aunis, de l'Angoumois, mais aussi dans quelques enclaves de Guyenne (Pays Gabay ou Grande Gavacherie, Petite Gavacherie autour de Monségur dans l'Entre-deux-Mers et enclave du Verdon, en Médoc). On l’appelle parfois aussi le charentais ou encore le patois charentais. Les locuteurs sont dits patoisants.
Le saintongeais a fortement influencé l’acadien et en conséquence, par ricochet, le cadien ; quant au québécois, il a été influencé par les parlers tels que le normand, le francien et le saintongeais.
La langue saintongeaise présente de nombreux traits communs avec des langues telles que le cadien ou l'acadien, ce qui s'explique par les origines saintongeaises d'une partie des émigrants vers la Nouvelle-France au XVIIe siècle.

#### Gastronomie

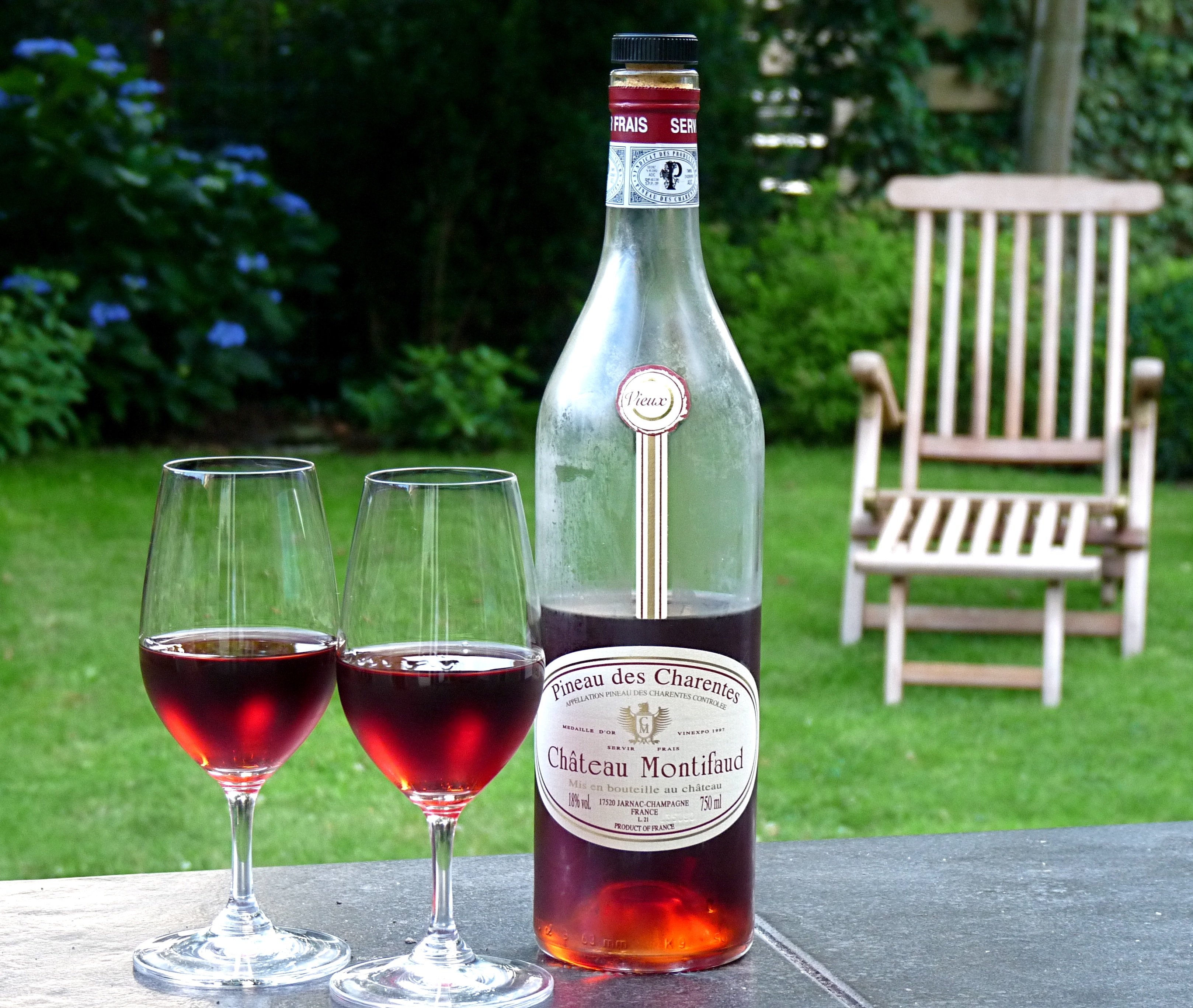
Le pineau des Charentes est un vin de liqueur produit traditionnellement dans la région.

La gastronomie saintongeaise est principalement axée sur trois types de produits : les produits de la terre, les produits de la mer et les produits de la vigne.
Les préparations à base de viande de porc occupent une place prépondérante dans la cuisine régionale : ainsi des gratons ou des grillons, sortes de rillettes à base de viandes rissolées et confites dans leur graisse, du gigorit (ou gigourit), un civet mêlant sang, gorge, foie et oignons, ou de la sauce de pire, à base de fressure, d'oignons et de vin blanc de pays.
La cuisine saintongeaise intègre tout naturellement de nombreuses recettes à base de « cagouilles », le nom local de l'escargot petit-gris. Animal tutélaire de la Saintonge, il est notamment cuisiné « à la charentaise », c'est-à-dire cuit dans un court-bouillon agrémenté de vin blanc, d'ail et de mie de pain.

Zone de production du cognac et du pineau.

Parmi les autres spécialités locales, il convient de noter également les pibales (alevins d'anguille pêchés dans la Gironde, spécialité de Mortagne et de Blaye), les huîtres de Marennes-Oléron, les sardines de Royan, les « thyeusses de gueurnouilles » (cuisses de grenouilles), la « sanglette », une galette préparée à base de sang de poulet et d'oignons cuits, le farci saintongeais (varante du farci poitevin), le lapin au pineau, le foie gras ou encore les confits.
Les desserts traditionnels sont issus de la cuisine paysanne : millas (gâteau à la farine de maïs, qu'on retrouve dans une grande partie du Sud-Ouest de la France), galette charentaise, au beurre Charentes-Poitou, ou encore « merveilles » (beignets).
Les vignes de la région servent à la confection d'eaux-de-vie réputées, telles que le pineau des Charentes et plus encore, le cognac. La commune de Saint-Bonnet-sur-Gironde est ainsi intégralement située dans la zone de production des « fins bois ».
En passant la limite administrative avec le département de la Gironde et la région Nouvelle-Aquitaine, on entre dans le domaine des vins de Bordeaux, et plus particulièrement des côtes-de-blaye.
La région de Saint-Bonnet-sur-Gironde produit des primeurs, notamment des melons, des asperges (spécialité du Blayais tout proche) et, de manière plus surprenante, des kiwis.

#### Associations
Le tissu associatif de la commune est composé du comité des fêtes, d'un club de l'amitié, de l'association « La ruche » (animations pour les jeunes), d'une association communale de chasse agréée (ACCA), d'une association de pêcheurs au carrelet (technique de pêche traditionnelle), d'une association baptisée « Westuaire » (contraction de western et estuaire) qui s'inspire des traditions de l'ouest américain (randonnées à cheval, musique et danse country…) et de l'association « Les amis de la Saintonge romane » qui cherche à promouvoir la musique classique dans les communes rurales.

### Personnalités liées à la commune
- Pierre Hector Eveille, maire de la commune, docteur en médecine, conseiller général, chevalier du mérite agricole, officier d'académie.

### Héraldique
À ce jour (2012), la commune ne s'est dotée d'aucun blason.